# Two Gentlemen
Two Gentlemen est une entreprise musicale basée à Lausanne en Suisse, active principalement autour d'artistes helvétiques. L'entreprise regroupe diverses compétences nécessaires au développement d'une carrière artistique : management, distribution, production, édition et booking.

## Label
Actif depuis 2000 sous le nom Gentlemen Records puis Two Gentlemen, le label a contribué à la vie de la scène musicale indépendante suisse avec dans son catalogue des artistes reconnus, comme Sophie Hunger.

## Management
Two Gentlemen manage et développe la carrière de musiciens et musiciennes suisses. Elle assure la gestion de leur carrière à l'international et s'implique dans la création de partenariat avec des labels et des agences étrangères, selon un plan de promotion.

## Booking
Two Gentlemen est actif dans le secteur des musiques live en Suisse et se profile comme une plateforme de promotion pour les artistes issus de la scène indépendante. Cette filiale a programmé ses artistes dans le réseau des clubs et sur les scènes des principaux festivals suisses.

## Artistes notables
- Anna Aaron
- Bonnie 'Prince' Billy
- Cat Power
- Chelsea Wolfe
- Dino Brandão
- Erik Truffaz
- Favez
- Fauve
- Mélanie De Biaso
- Orelsan
- Raphelson
- Solange la Frange
- Sophie Hunger
- Puts Marie
- Timber Timbre
- The Young Gods
- Zaho de Sagazan